# Jan Bohuslav Kraicz
Jan Bohuslav Kraicz (8. dubna 1869 Hošťálková – 29. dubna 1929 Praha) byl český lékař a politik, působící zejména na Valašsku.
Patřil mezi blízké spolupracovníky T. G. Masaryka, významně se podílel na jeho předvolební kampani a následném zvolení poslancem Říšské rady za valašská města v letech 1907 a opětovně 1911.
Do roku 1919 působil na Valašskomeziříčsku, poté se přesouvá na Slovensko, kde zastává funkci ředitele divize Československého červeného kříže, roku 1922 se stává přednostou expozitury Ministerstva veřejného zdravotnictví a tělovýchovy v Bratislavě. V roce 1927 se vrací po jmenování vrchním zdravotním radou ve Státním zdravotním ústavu v Praze do Čech.
Kromě politické dráhy se věnoval řadě jiných občanských aktivit, jako lékař prasazoval sociálně-zdravotní osvětu, patřil k bojovníkům proti alkoholismu a propagátorům abstinentství.